# Nyenguga
Nyenguga är ett vattendrag i Burundi.   Det ligger i provinsen Bubanza, i den nordvästra delen av landet, 40 km norr om huvudstaden Bujumbura.
Omgivningarna runt Nyenguga är en mosaik av jordbruksmark och naturlig växtlighet. Runt Nyenguga är det tätbefolkat, med 343 invånare per kvadratkilometer.